# Csizmadia Ernőné
| Csizmadia Ernőné Székely Magda            | Csizmadia Ernőné Székely Magda |
| Kattints az alábbi külső linkek egyikére! | Kattints az alábbi külső linkek egyikére!                                                                                                |
| ----------------------------------------- | --- |
| Nem található szabad kép.(?)              | |
| külső link · jogvédett                    | Csizmadia Ernőné Székely Magda. Nők a tudomány fellegvárában. Kutatói életutak a Magyar Tudományos Akadémián 1949–2021. II. kötet. 1059. |

Csizmadia Ernőné Székely Magda (Karos, 1927. október 8. – Budapest, 1985. január 1.) tanszékvezető egyetemi tanár, a mezőgazdasági tudományok doktora, a Munka Érdemrend arany fokozatának tulajdonosa, a Magyar Nők Országos Tanácsának tagja. Csizmadia Ernő (1924–1984) agrárközgazdász felesége.

## Életpályája
A Borsod vármegyei Karoson született. Középparaszti családból származott; szülei 1948, vagyis a téeszesítés előtt 23 kataszteri hold földön gazdálkodtak. Édesapja Székely József, édesanyja Kanócz Julianna volt. Két testvére közül nővére Csehszlovákiába ment férjhez, és családjával földművelésből élt. Öccse szigetelő szakmunkás volt az építőiparban. Férje, Csizmadia Ernő (1924–1984) közgazdász, az MTA rendes tagja. 1949-ben házasodtak össze, két leányuk született.
Általános iskoláit Karoson, a középiskolát Sátoraljaújhelyen, a tanítóképzőt Nyíregyházán és Sárospatakon végezte el. 1947–1951 között a Közgazdaságtudományi Egyetem agrár szakán tanult. Az egyetemi évei alatt a népi kollégium titkára és a politikai gazdaságtani tanszék szemináriumvezetője volt. 1951-ben a Mezőgazdasági Akadémia, majd a Gödöllői Agrártudományi Egyetem agrárgazdaságtani tanszékének gyakornoka, tanársegéde, később adjunktusa volt. 1964-ben a Magyar Tudományos Akadémia Közgazdaságtudományi Intézetének tudományos munkatársa lett. 1977-ben a MÉM Mérnök- és Vezetőképző Intézet egyetemi tanára, a társadalomtudományi és vezetőképzési osztály vezetője lett. 1984-ben az Állatorvostudományi Egyetem agrárgazdaságtani tanszékének vezetésére kapott megbízást. Számos szakmai és közéleti tagságot viselt: 1970-től haláláig az MTA–TMB Agrárökonómiai Bizottságának, 1971–1976 között a Szövetkezeti Tudományos Tanácsnak, 1977–1985 között a Magyar Közgazdasági Társaság országos választmányának, 1971-től tizenöt éven át a Magyar Nők Országos Tanácsa elnökségének tagja, majd ügyvezető elnöke volt. Fáradhatatlanul szervezte a Magyar Agrártudományi Egyesület női szakembereit.
Sírja a Farkasréti temető urnaházában található.

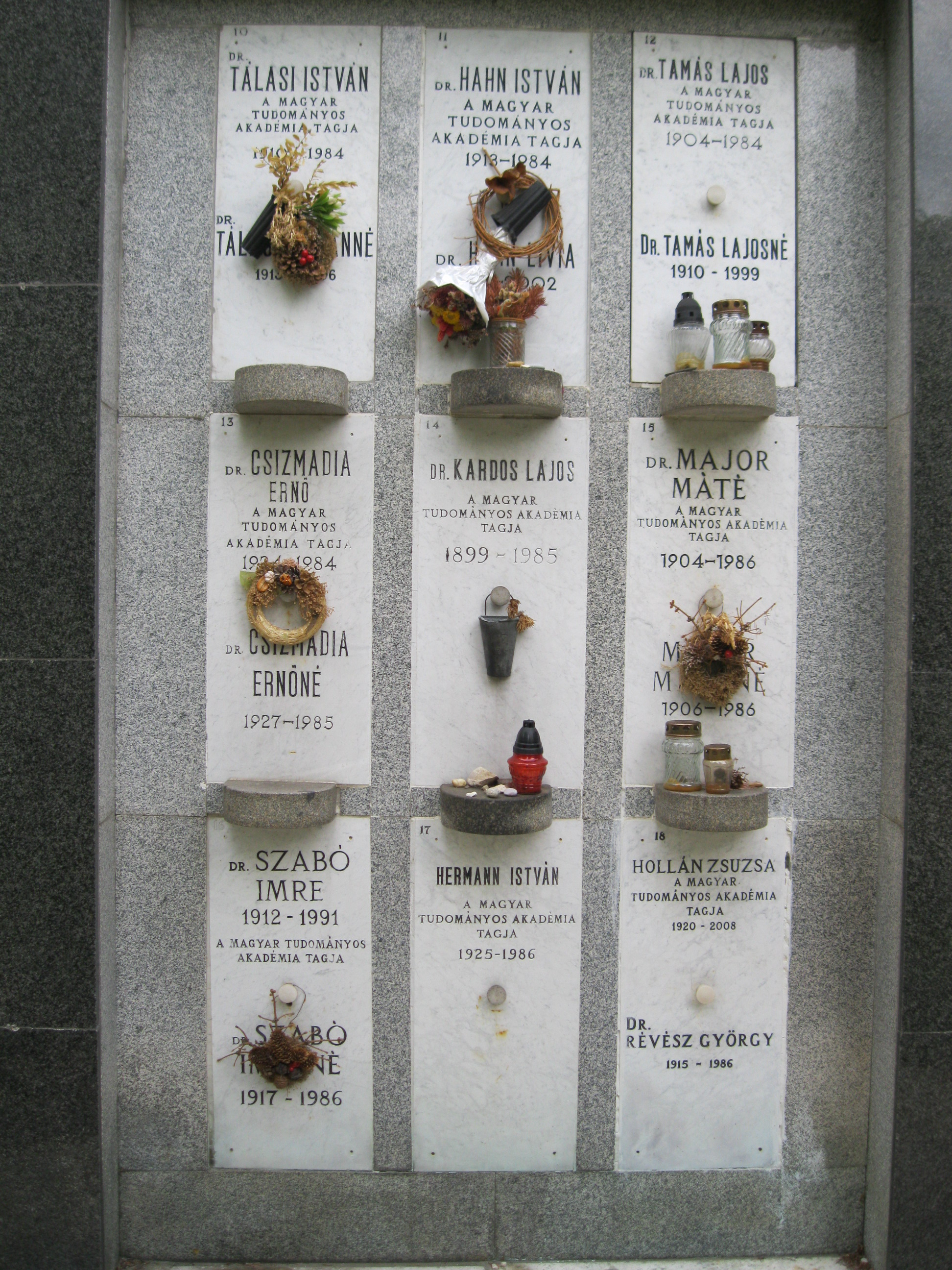
A Farkasréti temető Urnaháza [20. (Kodály) körönd

## Művei
- A megoldás útja a termelőszövetkezeti munkadíjazásban (1966)
- A vállalati struktúra új vonásai az élelmiszer-gazdaságban (1983)
- A vállalati rendszer fejlődési iránya és feltételei a mezőgazdaságban és az élelmiszeriparban

## Díjai
- a Mezőgazdaság Kiváló Dolgozója (1960)
- a Munka Érdemrend arany fokozata (1977)
- Kiváló Termelőszövetkezeti Munkáért kitüntetés (1980)